# Distretto di Yauyos (Junín)
Il distretto di  Yauyos è uno dei trentaquattro distretti della provincia di Jauja, in Perù. Si trova nella regione di Junín e si estende su una superficie di 20,54  chilometri quadrati.